# Primer ministro del Brasil
El Primer Ministro del Brasil, o Presidente del Consejo de Ministros, fueron los cargos públicos que ejercieron la función de Jefe de Gobierno del Estado Brasileño en algunos momentos de su historia constitucional, dependiendo del ordenamiento jurídico que existía en aquellas épocas. En Brasil han existido en dos ocasiones una forma parlamentaria de gobierno con la respectiva separación entre jefe de Estado y jefe de Gobierno:
Dichos períodos han sido:
- Durante el Imperio del Brasil (1847 a 1889): donde el jefe de Estado era el Emperador, que a su vez nombraba un funcionario como jefe de gobierno encargado de organizar el gobierno imperial y de supervisar la administración pública, conocido como Presidente del Consejo de Ministros, contando este con la confianza de la Cámara de diputados.
- Durante los Estados Unidos del Brasil (1961-1963): Al proclamarse la república en 1889, se instituye en la nación un régimen presidencialista, aboliendo el régimen de monarquía parlamentaria. Sin embargo, con la crisis política de 1961, se inician una serie de reformas constitucionales en dicho año para solventar la situación, entre ellas, instauraron una república parlamentaria por la Enmienda Constitucional n.º 4, del 22 de septiembre de 1961, con un Primer ministro de la unión frente al gobierno federal. El 6 de enero de 1963 se aprueba por plebiscito la reforma constitucional que vuelve al régimen presidencial.

## Presidente del Consejo de Ministros (1847-1889)

### Definición
El presidente del Consejo de Ministros fue el cargo público que presidió el Poder Ejecutivo en Brasil durante el Segundo Reinado del Imperio de Brasil , desde su creación en 1847 hasta su abolición en 1889, cuando se produce el Golpe de Estado del 15 de noviembre que desencadenó la proclamación de la república. El Poder Ejecutivo, que era ejercido de facto por el presidente del Consejo de Ministros, estaba subordinado al Poder Moderador , que era ejercido por el Emperador .

### Elección
El presidente del Consejo de Ministros era nombrado por el Emperador Pedro II de Brasil según los resultados de las elecciones a la Cámara de Diputados. El partido político que ganaba la mayoría absoluta de los escaños en las elecciones parlamentarias (el Partido Liberal o el Partido Conservador) nominaba al emperador a su líder político, el cual era después acordado por su majestad y presentado como candidato ante la Cámara para aprobarse su investidura.
El presidente del Consejo de Ministros era investido por la Cámara de diputados con al menos los 2/3 del pleno; en caso de no aprobares, se sometía a una segunda discusión, esta vez investido con mayoría simple del cuórum. 
Hubo 37 gabinetes entre 1840 y 1889, y fue solo después del sexto gabinete, el 20 de julio de 1847, cuando surgió el cargo de presidente del Consejo de Ministros. De 1840 a 1847, fue el propio emperador quien presidió el Consejo de Ministros.

### Funciones
Entre las principales funciones que poseía el presidente del Consejo eran, según el reglamento del Consejo de Ministros:
1. Dirigir la acción del Gobierno imperial.
2. Liderar y supervisar, junto al Emperador, la ejecución de las políticas y las obras públicas del Imperio.
3. Proponer ante el Emperador la aprobación o remoción de alguno de sus ministros.
4. Proponer la creación, supresión o fusión de uno o más ministerios al Emperador.
5. Organizar las funciones y las reuniones de todos los ministerios.
6. Presentar a la Cámara de los diputados los informes anuales de rendición de cuentas.
7. Refrendar los decretos imperiales
8. Coordinar las relaciones del Gobierno imperial con los demás poderes del imperio

Sus funciones estaban regulados por el Reglamento del Consejo de ministros, aprobado por los secretarios de Estado y sometido a sanción imperial por parte del Emperador.
A pesar de estar regulado oficialmente, el cargo nunca fue incluido constitucionalmente en la Carta Magna imperial, y por ende, el régimen parlamentario existió de facto. Según la Constitución Imperial de 1824 , en su artículo 101, estableció que le correspondía al Emperador, en el ejercicio del Poder Moderador, dirigir el Poder ejecutivo y nombrar a todos los ministros del gabinete, independientemente de la composición política de la Cámara de los Diputados. 
A partir de 1847, el soberano pasó a designar únicamente al presidente del Consejo de Ministros, quien debía organizar su gabinete. En la práctica, este fue el gran cambio que se produjo tras la creación del cargo de presidente; el traspaso de la prerrogativa del emperador de nombrar y remover libremente a los ministros de Estado a manos de uno de los ministros, quien se encargaría de convocar a otros nombres para componer el ministerio.

### Creación
El cargo de Presidente del Consejo de Ministros fue creado mediante el Decreto Imperial Nº 523, el 20 de julio de 1847. Antes de la promulgación de dicho decreto, el Consejo de Ministros no tenían la figura de Presidente; sin embargo, lo más cercano que llegó a existir en ese momento era un cargo conocido como "Ministro y Secretario de Estado de los Asuntos Imperiales" , el cual era el equivalente a un jefe de gabinete, estando encargado de organizar las reuniones ministeriales, refrendar los Decretos imperiales y dirigir las relaciones provinciales. El decreto fue promulgado por Pedro II y refrendado por su Ministro de Asuntos imperiales Francisco de Paula Sousa e Melo, siendo mostrado a continuación:

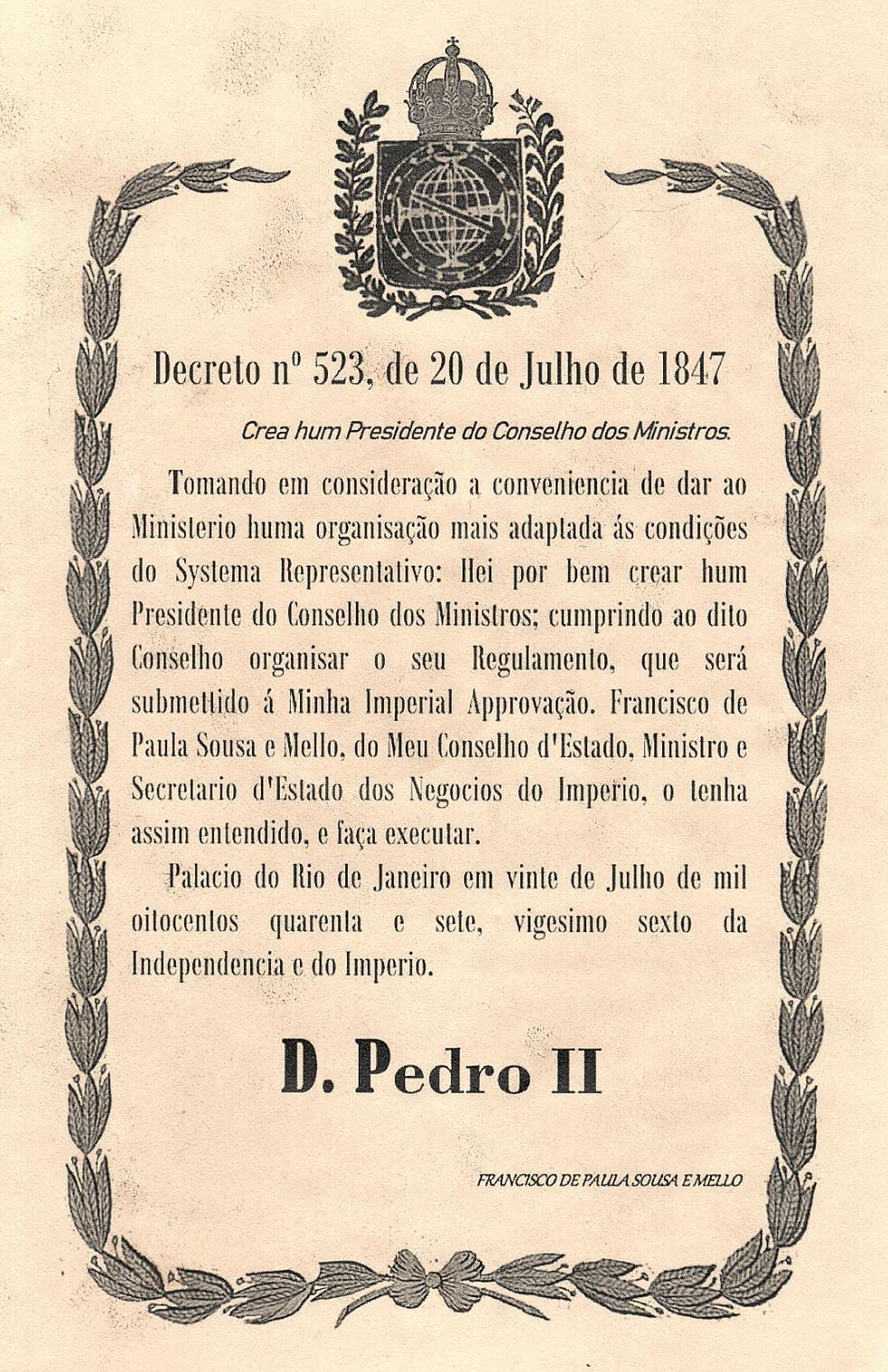
Documento original del Decreto N°523 en su idioma el portugués.

Traducción:Decreto No. 523 - del 20 de julio de 1847
Créase un Presidente del Consejo de Ministros
Teniendo en cuenta la conveniencia de dotar al Ministerio de una organización más adecuada a las condiciones del sistema representativo; Quisiera crear un Presidente del Consejo de Ministros; correspondiendo a dicho Consejo organizar su reglamento, el cual será sometido a mi aprobación imperial.
Francisco de Paula Sousa e Melo, de mi Consejo de Estado, Ministro y Secretario de Estado para Asuntos del Imperio, lo ha entendido y lo hace ejecutar.
Palacio de Río de Janeiro, el 20 de julio de 1847, 26° de Independencia e Imperio.
Con las iniciales de Su Majestad el Emperador.

firmado: Francisco de Paula Sousa e Melo.

#### Composición política
A partir del Decreto N°523, durante el resto Segundo Reinado , la presidencia del Consejo de Ministros estuvo ocupada por políticos vinculados al Partido Liberal en 17 ocasiones, mientras que políticos conservadores estuvieron al frente en 15 ocasiones. Sin embargo, cuando miramos el tiempo que cada uno de estos partidos ha estado al frente del órgano, este aparente equilibrio se rompe, con los conservadores al frente del gobierno por un total de 27 años, mientras que los liberales estuvieron en el poder. durante sólo 15 años y cinco meses, prácticamente la mitad del tiempo.
Hubo, en total, 32 Gabinetes con la figura del presidente del Consejo de Ministros.  La duración promedio de cada Gabinete fue de menos de dos años.

### Duración
La duración del mando del Presidente del Consejo de ministro dependía del apoyo que tuviera en la Cámara de Diputados y del apoyo del Emperador.  Si la Cámara de Diputados se volvía incompatible con el Gabinete, le correspondía al Emperador disolver el Gabinete o disolver la Cámara. Lo cual, en teoría, el mandato del Presidente era ilimitado. Igualmente, los ministros estaban sujetos a la confianza del prresidente a la cámara, es decir, que si se destituía al presidente por medio de una moción de censura, automáticamente se removía en su totalidad al Consejo de Ministros.